# Dur de pelar
Dur de pelar (títol original: Every Which Way But Loose) és una pel·lícula dels Estats Units dirigida per James Fargo, estrenada el 1978. Ha estat doblada al català.

## Argument
Philo Beddoe té una passió i un don per les lluites. Això li permet de guanyar-se la seva vida participant en combats de boxa a punys nus.
L'acompanya Clyde, un orangutà i el seu amic Orville. S'enamora d'una cantant, Lynn Halsey-Taylor, que investiga de ciutat en ciutat, perseguida per una banda de motociclistes, «les vídues negres», i per dos policies.

## Repartiment
- Clint Eastwood: Philo Beddoe
- Sondra Locke: Lynn Halsey-Taylor
- Geoffrey Lewis: Orville Boggs
- Beverly D'Angelo: Echo
- Walter Barnes: Tank Murdock
- Roy Jenson: Woody
- James McEachin: Herb
- Bill McKinney: Dallas
- William O'Connell: Elmo
- John Quade: Cholla, cap des vídues negres
- Gregory Walcott: Putnam
- Ruth Gordon: Mémé
- Manis: Clyde, l'orangutà